# Танаузис
Танаузис (лат. Tanausis) — легендарный царь скифов, упоминаемый у Плутарха, Помпея Трога и некоторых других авторов, античный эпоним реки Танаис. Он же «король» готов в «Гетике» Иордана. Однако «Иордан (как и, очевидно, Кассиодор) смешивает историю гетов, скифов и готов, свободно варьируя эти этнонимы и осуществляя их взаимную подмену; тем самым формируя искусственный псевдоисторический конструкт… Собственно готы появляются на страницах „Гетики“ не ранее правления Валериана и Галлиена (вторая половина III в.)».

## Танаис, связанный с культом Афродиты и эпоним реки
Согласно Плутарху, Танаис был сыном Беросса и первой амазонки Лисиппы, который ненавидел женщин и любви предпочитал войны, но Афродита наказала его, поселив в его сердце страсть с матери. Не в силах выдержать такое испытание, Танаис утопился в реке, которая с тех пор названа его именем.
Другой античный автор Ямвлих Драматик также упоминает персонажей Фарсириду и Танаида в связи с распространением культа Афродиты у прибрежных жителей.

## Царь Танаис — современник фараона Везосиса
Вариант Помпея Трога известен в сочинении Юстина «Epitoma Historiarum Philippicarum», которое представляет собой сокращённое изложение труда Помпея Трога «Historiae Philippicae», не дошедшего до наших дней.: в одном эпизоде упоминаются скифский царь Танай (лат. Tanaus) и египетский царь Везосис, Юстин говорит, что, в отличие от ассирийского царя Нина (лат. Ninus), они предпринимали дальние военные походы, но не воевали с соседями «не стремясь к установлению своего господства [над соседними землями], но ради славы своих народов», то есть у Юстина отсутствуют как указания на войну между Танаем и Везосисом, так и на покорение Танаем соседних территорий.
Иордан в своём сочинении ссылается в качестве источника на Орозия, который, в свою очередь, использовал сочинение Юстина. Согласно Иордану, начав войну с египетским царём Везосисом (лат. Vezosis) на Фазисе (совр. Риони), дошёл до Нила, после чего завоевал Азию; от части войска Танаузиса, осевшего в Азии, будто бы произошли парфяне. После смерти стал почитаться в качестве одного из племенных богов. Таким образом рассказ Иордана о Танаузе являются переработкой и расширением эпизода о Танае.